# Maria Lătărețu
Maria Lătărețu (Bălceşti, 7 novembre 1911 – Româneşti, 27 settembre 1972) è stata una cantante e compositrice rumena.

## Biografia
Nata a Bălcești, nel distretto di Gorj, in una famiglia con 16 figli. A 13 anni, il fratello dell'artista, Ionita Borcan, comprò una chitarra e le insegnò a suonarla.
Nel 1928 sposò il violinista Mihai (Tica) Lătăreţu dal quale ebbe 6 figli, tre maschi e tre femmine, 5 di loro morti bambini: Gicuţu (1929-1931), morto a 2 anni per una broncopolmonite, Ion (1931-2001), Măriuca (1935) morta a sei anni in seguito alle ferite per morsi da cane mentre era in custodia dei nonni, le gemmelle Polina e Maria (1935-1936) decedute sempre per una broncopolmonite e Tudor(1937), morto a pochi giorni dalla nascita prematura in seguito alla caduta della madre.
Nel settembre del 1972, Maria Lătăreţu iniziò una tournée in tutto il paese, insieme a Ion Luican, Laura Lavric e Ionel Schipoanca. Morì, a causa di un aneurisma cerebrale, il 27 settembre 1972, dietro le quinte, dopo aver eseguito il suo recital, nel centro culturale nel comune di Româneşti (distretto di Botoșani). È sepolta nel cimitero "Sfânta Vineri" di Bucarest.

## Carriera
Arrivò per la prima volta a Bucarest nel 1933, dove cantò per un breve periodo a "La fînareasa", per poi tornare a Gorj. Qui fu scoperta nel 1937 da una troupe di folcloristi composta da Constantin Brăiloiu, Harry Brauner, Tiberiu Alexandru e Mihai Pop. Soddisfatti della sua voce, del suo stile e del suo repertorio tradizionale, la invitarono a Bucarest per una registrazione.
Le prime registrazioni di Maria Lătăreţu furono eseguite su fotocamere fonografiche il 19 luglio 1937. Il 13 settembre 1937, si registrarono presso l'etichetta discografica "Columbia", sotto la supervisione artistica degli Archivi del Folklore della Società dei compositori rumeni (oggi Archivi dell'Istituto Etnografico e Folcloristico "Constantin Brăiloiu"). Si esibì per la prima volta a Radio Bucarest il 29 agosto 1937. Suonò nel locale di Marcu Căciularu (in via Vespasian, zona Gara di Nord) nel 1937, in "Luna Bucureştiului" nel 1938 e nel 1939-1949 a "Dorul Ancuţei" (su raccomandazione di Constantin Brăiloiu), un ristorante di lusso in via Alexandru Lahovari, frequentato da vari artisti - scrittori, compositori, attori.
Cantò insieme al marito fino al 1949, quando diventò solista dell'Orchestra del Folklore "Barbu Lăutaru". Da qui si ritirò nel 1966.
Fece varie tournée, sia nel paese che all'estero: Polonia, Cecoslovacchia, Unione Sovietica, Egitto, Siria, Svizzera, Turchia, Ungheria, Grecia, Bulgaria, Jugoslavia, Giordania. Nel corso della sua carriera fu accompagnata da direttori d'orchestra come Nicu Stănescu, Ionel Budișteanu, Victor Predescu, Radu Voinescu, George Vancu, Ion Luca-Bănățeanu, Florea Cioacă, Constantin Mirea, Nicu Novac.
Ebbe un repertorio di circa 1.000 canzoni rumene autentiche, di cui 104 creazioni personali

## Eredità
Fu una delle più amate interpreti del campo, nominata: L'usignolo di Gorj (Privighetoarea Gorjului), La regina della canzone rumena (Crăiasa cântecului românesc), La principessa della canzone popolare rumena (Prințesa cântecului popular românesc) o Ella Fitzgerald della Romania.. Nella sua carriera ha eseguito un gran numero di concerti, realizzato numerose registrazioni e partecipato a un gran numero di programmi radiofonici e televisivi.
La sua vita ispirò il documentario Maria Lătăreţu, L'ultima canzone, l'ultimo giorno di Viorel Ilişoi, presentato fuori concorso alla chiusura del Festival internazionale ECO-ETNO-FOLK FILM di Slătioara, 25-29 agosto 2010.
Il repertorio di Maria Lătărețu fu oggetto di analisi nella tesi Dalle feste di nozze alle orchestre di stato: Maria Lătărețu e l'invenzione della muzică populară presentata da Elio Pugliese nel 2012, nell'ambito del dottorato di ricerca in Musicologia e Beni Musicali presso l'Università di Bologna.

### Critica
Pianura del Gorj.

Una vecchia villa.

Maria Lătăreţu.

Un momento inaspettato e meraviglioso con il sole nell'anima.

Troppo bello Sguardo inquietante

pieno di dolcezza, bagnato di gentilezza e gentilezza.

Venendo con la chitarra, disorientata da cinque musicisti famosi, Mary vola con gli uccelli del cielo, risponde agli informatori, al sussurro della primavera, al fogliame delle foglie.
 Campana cristallina, la voce chiara e penetrante ti porta oltre i tempi, oltre la lacrima e la gioia dell'umanità "»
(Harry Brauner, etno musicologo)
(Mihai Pop, folclorista)

Si esibì per un anno a Mosca presso il ristorante di cucina rumena "Danube". Tenne spettacoli al Teatro Bol'šoj, dove incontrò Aram Khachaturian, il compositore del balletto "Spartacus". Una sera disse all'artista che il poster di presentazione della sua esibizione doveva essere cambiato:
(Aram Khachaturian, compositore)
(Tiberiu Alexandru, etnomusicologo)

## Premi e riconoscimenti
- Medaglia del quinto anniversario della Repubblica popolare rumena, premiata per meriti eccezionali nella promozione della melodia popolare (1952)
- Ordinul „Muncii”, classe IIIa (1954)
- il titolo di Artista Emerito della Repubblica Popolare Rumena (1964) "per meriti speciali nell'attività svolta nel campo del teatro, della musica e delle arti plastiche".[14]
- Ordinul „Meritul Cultural”, classe IIa (1968)

## Discografia parziale
- Cilindri de fonograf (1937)
- Lung e drumul Gorjului (sârbă) (1937), Columbia Records
- Ca la masa mare – doină (1937), Columbia Records
- Marioară, pui boboc (sârbă) (1937), Columbia Records
- Ași ofta să-mi iasă focul (sârbă) (1937), Columbia Records
- Nașe, nașe (1949), Columbia Records
- M-a făcut mama oltean (1949), Columbia Records
- Două fete se certa (1949), Columbia Records
- Sanie cu zurgălăi (1949), Columbia Records
- De n'aș fuma tutunul (1939)
- Cine-a fost stăpân pe Gorj (1939), Electrecord
- Firicel de iarbă neagră (1940), Electrecord
- Și mi-am pus un gând pe lume (1941), Electrecord
- Izvoraș cu apă rece (1941), Electrecord
- Fir-ai a dracului minte (1941), Electrecord
- Interpreți de muzică populară romînească (1958), EP
- Antologia muzicii populare românești, vol. I (1959), LP
- Muzică populară oltenească (1960), EP
- Recital Maria Lătărețu (1960), EP